# Gwenny De Vroe
Gwenny De Vroe (Bonheiden, 23 augustus 1979) is een Belgisch makelaar en politica voor Open Vld.

## Levensloop
De Vroe behaalde in 2000 het diploma van gegradueerde in de bouwkunde met optie Vastgoed aan de Campus Mechelen van de Hogeschool Antwerpen. Daarnaast behaalde ze de getuigschriften praktijkschatting van het VIZO en managementvaardigheden van het CKZ. In september 2004 werd ze zaakvoerster van het immobiliënkantoor Immoo te Kampenhout.
Als 21-jarige werd ze bij de lokale verkiezingen van oktober 2000 verkozen tot gemeenteraadslid te Kampenhout. Ze werd er begin 2001 schepen, een functie die ze uitoefende tot in 2012. Als bevoegdheden had ze onder meer jeugd, buitenschoolse kinderopvang, cultuur, milieu en emancipatiebeleid. Na de gemeenteverkiezingen van oktober 2006 bleef ze - als enige liberaal - voor Open Vld deel uitmaken van een coalitie met CD&V. In 2008 kwam ze als opvolger in de provincieraad van Vlaams-Brabant terecht. Dit mandaat bekleedde ze tot 2009.
Bij de rechtstreekse Vlaamse verkiezingen van 7 juni 2009 werd ze verkozen in de kieskring Vlaams-Brabant. Vanuit haar mandaat in het Vlaams Parlement werd ze van 2009 tot 2014 vast lid van de commissie voor leefmilieu, natuur, ruimtelijke ordening en onroerend erfgoed en van 2009 tot 2011 vast lid van de commissie voor Brussel en de Vlaamse Rand, waarvan ze secretaris was. Ze was tevens van 2009 tot 2014 plaatsvervangend lid in de commissie voor welzijn, volksgezondheid, gezin en armoedebeleid.
In oktober 2012 was ze lijsttrekster voor haar partij bij de lokale verkiezingen. Open Vld won 5% ten overstaan van 2006. Zelf kreeg ze 1341 voorkeurstemmen. Daar CD&V ditmaal een coalitie sloot met de N-VA, werd ze naar de oppositie verwezen. Na de gemeenteraadsverkiezingen van oktober 2018 kwam Open Vld terug in de bestuursmeerderheid van Kampenhout en werd De Vroe opnieuw schepen. Als eerste schepen kreeg ze de bevoegdheden informatie en communicatie, lokale economie, duurzaamheid, energie, milieu, onderwijs, toerisme en dierenwelzijn. De Vroe bleef schepen tot in december 2024 en verliet toen de lokale politiek van Kampenhout.
Bij de verkiezingen op 25 mei 2014 werd Gwenny De Vroe met 11.880 voorkeurstemmen herkozen in het Vlaams Parlement. In de legislatuur 2014-2019 werd ze vast lid van de commissie voor Leefmilieu, Natuur, Ruimtelijke Ordening, Energie en Dierenwelzijn. Hiernaast werd ze plaatsvervangend lid in de Commissie voor Brussel en de Vlaamse Rand en in de Commissie voor Wonen, Armoedebeleid en Gelijke Kansen. Vanaf 30 september 2015 was Gwenny De Vroe vast lid en ondervoorzitter van deze laatste commissie. Bij de Vlaamse verkiezingen van 26 mei 2019 werd ze herkozen voor een derde termijn met 12.162 voorkeurstemmen. Van september 2020 tot juni 2024 was ze in het Vlaams Parlement voorzitter van de commissie Leefmilieu, Natuur, Ruimtelijke Ordening en Energie, waarvan ze eerder vanaf 2019 vast lid was, en van 2019 tot 2024 tevens vast lid van de commissie Brussel, Vlaamse Rand en Dierenwelzijn.
Gwenny De Vroe stelde zich niet langer kandidaat bij de Vlaamse en lokale verkiezingen van 2024 om zich op de leiding van haar vastgoedkantoor te richten.